# Edifici al passeig Marítim, 12 (Sant Vicenç de Montalt)
L'Edifici al passeig Marítim, 12 és una obra noucentita de Sant Vicenç de Montalt (Maresme) inclosa a l'Inventari del Patrimoni Arquitectònic de Catalunya.

## Descripció
Edifici noucentista de planta baixa i pis. Està situat a la façana marítima de la població, on hi ha altres tipologies de blocs d'habitatges.
Presenta terrasses petites i porxos, unes golfes, i la coberta és a quatre vents. L'envolta un pati.